# Platyostoma
Platyostoma is een geslacht van uitgestorven Gastropoda, dat leefde van het Siluur tot het Devoon.

## Beschrijving
Deze buikpotige had een lage, spiraalvormig gewonden, bolvormige schaal met verschillende elkaar rakende windingen. De hoogte van de schaal bedroeg circa 3,75 centimeter.

## Soorten
- P. adstrictum † Lindström 1884
- P. allardycei † Clarke 1913
- P. antiquuis † Webster 1905
- P. boggsi † Rohr et al. 1981
- P. brownsportense † Foerste 1903
- P. cliftonensis † Foerste 1909
- P. cornutum † Hisinger 1837
- P. daytonense † Foerste 1923
- P. deforme † Sedgwick & Murchison 1840
- P. delicata † Talent & Philip 1956
- P. desmatum † Clarke 1904
- P. euomphaloides † Hall 1879
- P. ferrigenum † Perner 1911
- P. gebhardi † Conrad 1840
- P. grayvillensis † Worthen 1882
- P. humile † Billings 1866
- P. humilis † Clarke & Swartz 1913
- P. incisum † Chapman 1916
- P. insolita † Webster 1906
- P. invictus † Whidborne 1891
- P. irrasum † Fenton & Fenton 1924
- P. lineata † Conrad 1842
- P. lutheri † Clarke 1904
- P. modesta † Webster 1906
- P. muitissima † Clarke 1903
- P. naticoides † Edheridge jr. 1878
- P. niagarensis † Hall 1852
- P. pastillus † Clarke 1909
- P. perceense † Clarke 1908
- P. perforatum † Whiteaves 1904
- P. plebeium † Hall 1876
- P. pleurotoma † Hall 1879
- P. rotundatum † Clarke 1904
- P. rowei † Clarke & Swartz 1913
- P. speciosum † Sedgwick & Murchison 1840
- P. spirata † Murchison 1839
- P. strophius † Hall 1862
- P. subglobosa † Stauffer 1909
- P. triangularis † Talent & Philip 1956
- P. tumidum † Whiteaves 1892
- P. turbinata † Hall 1861
- P. unisulcata † Conrad 1842
- P. ventricosum † Conrad 1842